# Pimelia laevigata
Pimelia laevigata es una especie de escarabajo del género Pimelia, tribu Pimeliini, familia Tenebrionidae. Fue descrita científicamente por Brulle en 1838.
Se mantiene activa durante todos los meses del año.

## Descripción
Mide 18 milímetros de longitud.

## Distribución
Se distribuye por España e Italia.